# Fletcher v. Peck
De zaak Fletcher v. Peck, 10 U.S. (6 Cranch) 87 (1810), was een zaak voor het Hooggerechtshof van de Verenigde Staten waarin het Hof met een mijlpaalarrest voor het eerst in de Amerikaanse geschiedenis een statelijke wet ongrondwettig verklaarde. Het arrest hielp ook bij het scheppen van een groeiend precedent voor de bindende kracht van contracten en liet doorschemeren dat Inheemse Amerikanen niet de volledige titel hadden van hun eigen gronden, een regel die uiteindelijk zou worden gevestigd in de zaal Johnson v. M'Intosh in 1823.

## Feiten

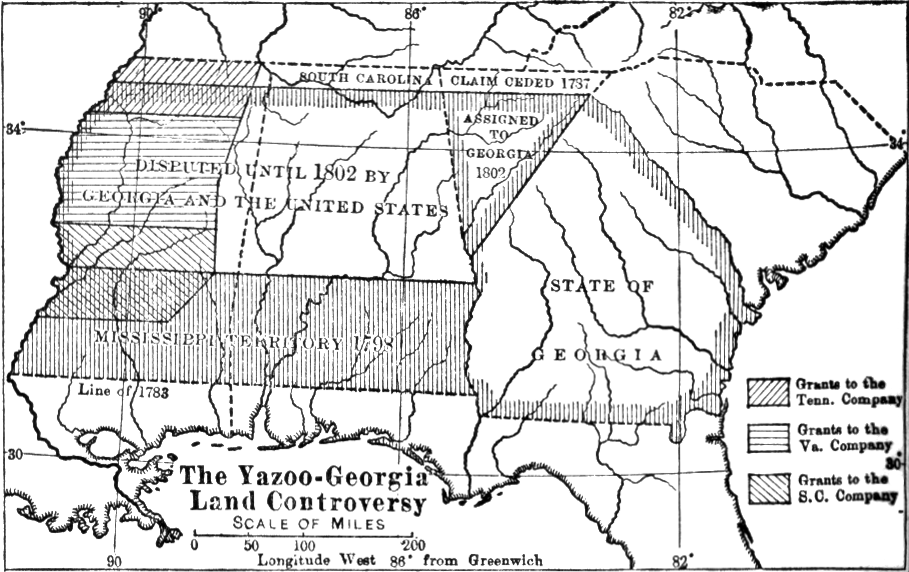
Kaart van de Yazoo lands.

Nadat met de Vrede van Parijs in 1783 een einde was gekomen aan de Amerikaanse Onafhankelijkheidsoorlog, claimde de staat Georgia een gebied van 140.000 vierkante kilometer in het Indianenreservaat, ten westen van het grondgebied van Georgia. Later zouden in dit gebied de staten Alabama en Mississippi ontstaan.
In 1795 verdeelde Georgia het gebied in vier delen. De staat verkocht deze delen vervolgens aan verschillende grondontwikkelaars voor 500.000 dollar of 0,014 dollar per acre, wat zelfs in die tijd een zeer lage prijs was. Het statelijke parlement keurde uiteindelijk deze verkoop goed met de Yazoo Land Act. Later kwam echter aan het licht dat er steekpenningen waren betaald aan de parlementsleden, waardoor de verkoop aan een lage prijs frauduleus bleek te zijn. De kiezers in Georgia straften hiervoor hun parlementsleden af bij de volgende verkiezingen, waarna het nieuw verkozen parlement als reactie op deze publieke verontwaardiging een annulatiewet goedkeurde die de Yazoo Land Act afschafte en dus ook verkoopsovereenkomsten ongedaan maakte. Deze zaak staat bekend als het Yazoo land-schandaal.
Robert Fletcher en John Peck waren als grondspeculant actief in de Yazoo lands. Fletcher had een stuk grond gekocht van Peck op het moment dat de Yazoo Land Act van 1795 nog in werking was. In 1803, enige tijd na de afschaffing van de wet, dagvaardde koper Fletcher verkoper Peck met het argument dat Peck vanwege de vernietiging door de annulatiewet geen rechten had op de grond die hij aan Peck had verkocht. Hoewel de ene grondspeculant de andere grondspeculant dagvaardde, hadden zij onderling een heimelijke verstandhouding. Hun echte doel was immers om het Hooggerechtshof te doen beslissen dat de Inheemse Amerikanen geen eigendomsrechten zouden hebben over het gebied.

## Oordeel van het Hof
Het Hooggerechtshof oordeelde dat de annulatiewet van het statelijke parlement van Georgia ongrondwettig was. Opperrechter John Marshall die het arrest schreef, stelde dat de verkoop een bindend contract was dat niet ongedaan kon worden gemaakt vanwege de Contractclausule in artikel 1 van de Grondwet van de Verenigde Staten, zelfs niet als deze verkoop frauduleus tot stand was gekomen.

## Gevolgen
De uitspraak bood verdere bescherming van het eigendomsrecht. Het was ook de eerste keer dat het Hooggerechtshof een statelijke wet ongeldig verklaarde wegens strijdigheid met de Amerikaanse Grondwet.